# گایا (شخصیت کمیک)
گایا (به انگلیسی: Gaea) یک شخصیت خیالی در کتاب‌های کامیک منتشر شده توسط مارول کامیکس است. این شخصیت توسط نویسنده استیو اینگلهارت و طراح جین کولان بر پایه ایزدبانویی به همین نام در اساطیر یونانی و یورد در اساطیر اسکاندیناوی خلق شده‌است؛ که برای اولین بار، در شمارهٔ ۶ از مجموعه کمیک دکتر استرنج (فوریه ۱۹۷۵) معرفی شد. او ایزدبانو و نخستین تجسم شخصیت زمین است که ماهیت زندگی خویش را در تمام مخلوقات زنده بر روی زمین نهاده است. او به عنوان یکی از ایزدان ارشد و مادر تمامی پانتئون ایزدان بر روی زمین به‌شمار می‌رود. گایا با تمام موجودات کره زمین و همچنین نژاد انسان مرتبط است.